# Sandhurst
Sandhurst er en mindre by i Berkshire i South East England, Storbritannien, ca. 55 km. sydvest for London.
Byen har ca. 20.000 indbyggere og er hjemsted for det britiske militærakademi Royal Military Academy Sandhurst, som ofte blot omtales som Sandhurst.
51°20′56.39″N 0°48′0″V / 51.3489972°N 0.80000°V